# François de Troy
Pour les articles homonymes, voir Troy (homonymie).

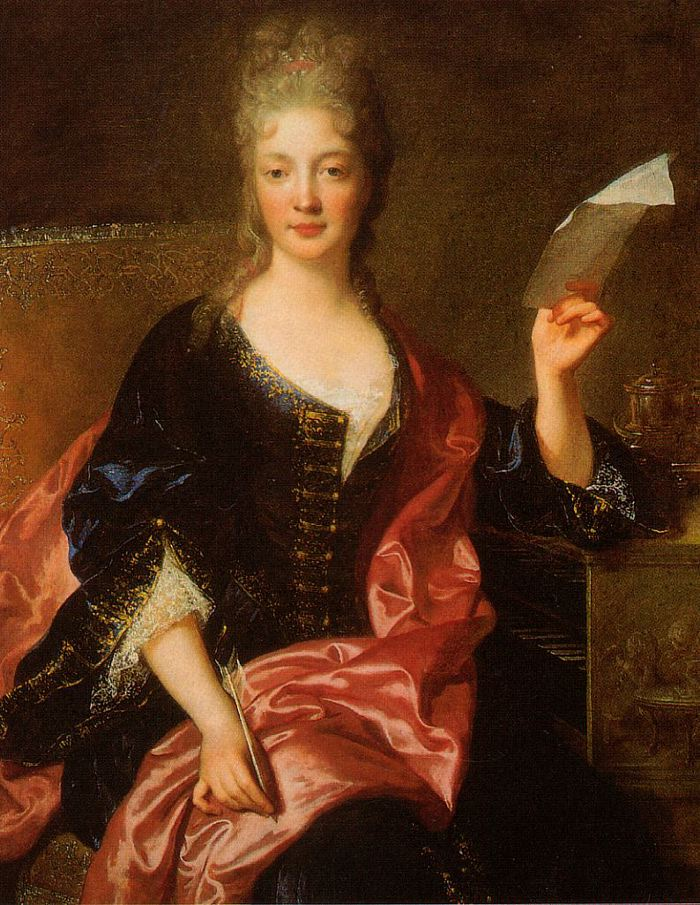
Portrait de Élisabeth Jacquet de La Guerre, collection particulière.

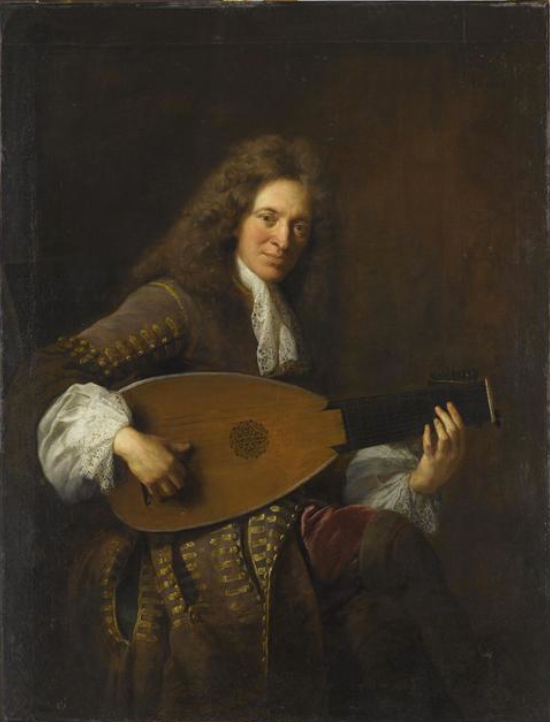
Portrait Charles Mouton 1690

François de Troy né à Toulouse le 9 janvier 1645 et mort à Paris le 1er mai 1730, est un peintre français.

## Biographie

### Origine et famille
Issu d'une famille d'artistes, François de Troy est né à Toulouse, fils de Antoine Nicolas de Troy (28 juillet 1608 - 1684), peintre de l'hôtel de ville de Toulouse, et d'Astrugue Bordes, petit-fils de Jean Ier de Troy , peintre-vitrier à Toulouse. François de Troy est le frère du peintre Jean de Troy  (Toulouse, 4 avril 1638 - Montpellier, 25 avril 1691), peintre et professeur de dessin à Toulouse avant de s'installer à Montpellier après 1674.
Il est le père du peintre Jean-François de Troy (1679-1752), reçu à l'Académie royale de peinture et de sculpture le 28 juillet 1708.
En 1669, il épouse Jeanne Cotelle, fille du peintre Jean le vieux Cotelle.

### Carrière
On trouve des éléments sur la biographie de François de Troy dans le manuscrit de Joseph Malliot (1736-1811), Vie de quelques artistes dont les ouvrages font l'ornement de la ville de Toulouse dont il existe trois copies du manuscrit original qui a disparu. Dans le manuscrit qui appartenait à l'éditeur E. Connac :
François de Troy naquit à Toulouse l'an 1645. Jean de Troy, son père, était peintre de l'Hôtel de ville et lui donna les premières leçons de son art. Il avait reçu  de la nature les talents qui font le grand peintre. Il fit le voyage de Paris dans sa première jeunesse. Il étudia d'abord sous Nicolas Loir et quelque temps après (en 1662) sous Claude Lefèvre, fameux peintre de portrait. C'est ce qui, joint à son peu de fortune et à des succès brillants, le détermina pour ce genre dans lequel il ne tarda pas à exceller.
Son génie était vaste, fécond et tel qu'il faut à un peintre d'histoire. Quelques ouvrages que l'on voit de lui en sont la preuve. C'est en qualité de peintre d'histoire qu'il fut en 1694 reçu à l'Académie royale où il passa dans la suite par toutes les charges. Son morceau de réception représente Mercure endormant Argus.
Dandré Bardon rapporte que l'on disait de François de Troy qu'il rassemblait en lui les talents de plusieurs peintres célèbres, qu'il peignait les yeux comme le Guide, les nez comme Van Dyck et les bouches comme le Corrège.
Digne élève de Lefèvre, ses ouvrages, pleins d'intelligence et de finesse, charmaient par le coloris. Il mérita et reçut les plus grands éloges pour les portraits de femmes. Sans en altérer les traits, il avait l'art d'y ajouter des grâces et de la noblesse. Choisi par Louis XIV pour faire le portrait de la Dauphine, il partit pour la Bavière et fit voir combien il méritait la préférence dont le roi l'avait honoré. Sa réputation alors fut à son comble. Les grands de la cour voulurent occuper son pinceau. Il mourut en 1730, âgé de 85 ans. Il s'était marié en 1669. Il laissa un fils digne héritier de ses talents.
On voit beaucoup de portraits faits par François de Troy. Ils sont bien historiés. Le sien, qui est dans la galerie du duc de Florence, ne laisse rien à désirer pour la vérité, pour l'effet des carnations, des étoffes, des accessoires et pour tout ensemble. Les curieux estiment et recherchent ses dessins, qui pour le beau fini ne cèdent pas même à ceux de Van Dyck. (folio 507-510)
Dans les années 1670, il se lie d'amitié avec Roger de Piles, qui l'initie à la peinture hollandaise et flamande. Le succès en tant que portraitiste de Claude Lefebvre le pousse à devenir portraitiste lui même.
Il a été envoyé à Paris à l'âge de 17 ans. Il est agréé par l'Académie royale de peinture et de sculpture au cours de la séance du 4 avril 1671 qui lui commande deux tableaux représentant Messieurs de Metz et Pérot. Il est reçu comme peintre d'histoire le 6 octobre 1674 à l'Académie royale de peinture et de sculpture, avec un morceau de réception intitulé Mercure coupant la tête d'Argus. En 1692, il est adjoint-professeur de l'Académie, de la classe des professeurs, en 1697. En novembre 1696, il a été interdit pendant un mois de l'Académie à la suite d'une contestation sur le dessin d'un œil. Le 28 novembre 1699, il a présenté à l'Académie le portrait de Jules Hardouin-Mansart. En janvier 1705, il passe de la classe des professeurs à la classe des conseillers-professeurs de l'Académie. Le 7 juillet 1708, il est nommé directeur de l'Académie et le reste jusqu'au 4 juillet 1711. L'Académie a alors décider de le placer dans la classe des anciens directeurs qu'elle a créée pour l'honorer.
En 1679, il est chargé de peindre le portrait de l'ambassadeur de Suède Nils Bielke et, en 1680, celui de Marie-Anne de Bavière, peu après son mariage avec Louis de France.
Parmi ses clients se trouvaient Madame de Montespan, son fils Louis-Auguste de Bourbon et son épouse Louise-Bénédicte de Bourbon
Grâce à ces commandes, François de Troy a pu travailler sans interruption après de la noblesse de cour pendant près de cinquante ans. On l'admirait pour sa capacité à dépeindre la noblesse et ses préoccupation pour les bonnes manières et la mode. Peut-être plus important encore, on disait que sa peinture avait la capacité de rendre toute femme belle.
Dans les années 1690, François de Troy devient le peintre principal de la cour du roi Jacques II en exil à Saint-Germain-en-Laye, où il est le maître du peintre Alexis Simon Belle.
Entre 1698 et 1701, période de paix entre la France et la Grande-Bretagne, les Jacobites (partisans de Jacques II) pouvaient traverser la Manche avec des portraits de James Francis Edward Stuart et de sa sœur la princesse Louise Marie Thérèse Stuart. François de Troy était alors le seul peintre de la cour de Jacques II et avait besoin de l'aide de Belle, son meilleure élève, pour réaliser les nombreux portraits qui lui avaient été commandés.

## Élèves
Outre son fils Jean-François de Troy, il compte parmi ses élèves André Bouys, John Closterman et Alexis Simon Belle.

## Œuvres

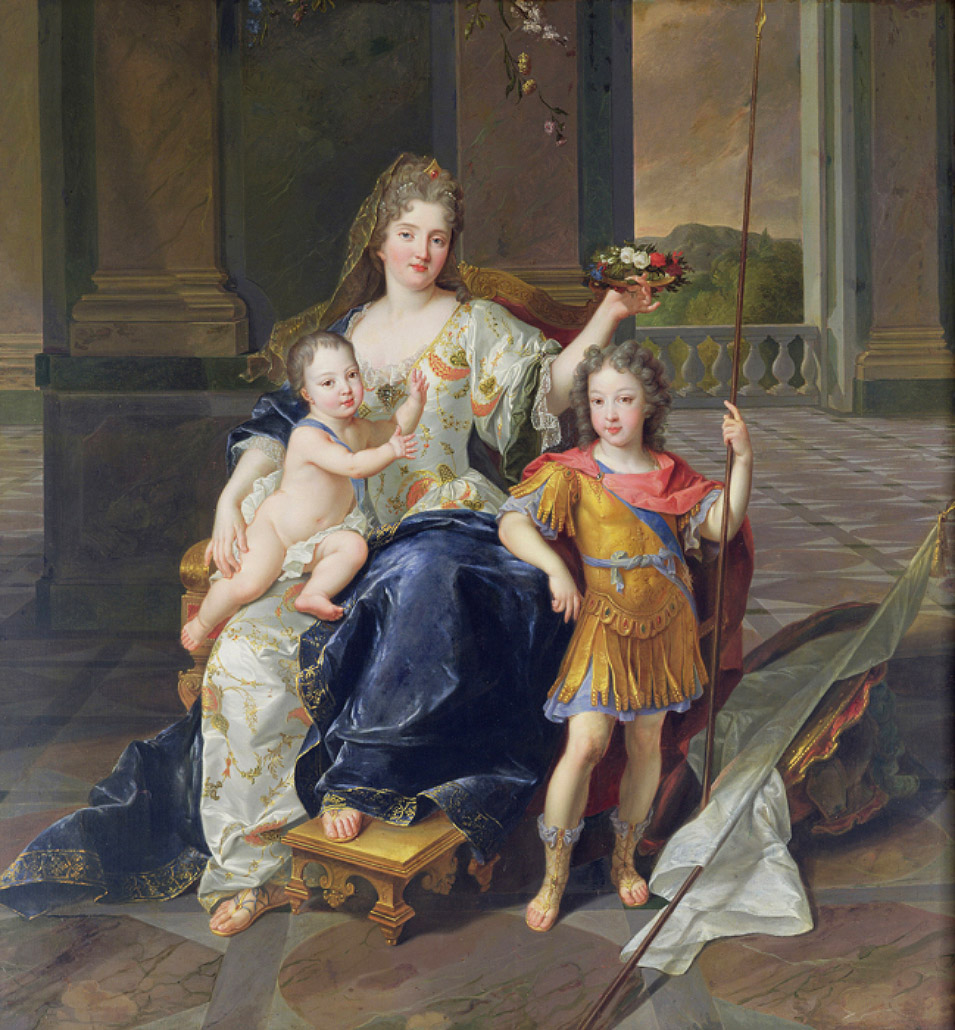
Le duc de Bretagne (1707-1712) et le duc d'Anjou (futur Louis XV) avec leur gouvernante (1711).

Parmi les premières œuvres connues de Troy, on peut citer les dessins de tapisseries pour Madame de Montespan et des peintures sur des sujets religieux et mythologiques.
François de Troy était à la fois graveur et peintre. Parmi ses gravures figure l'une des funérailles en 1683 de Marie-Thérèse d'Autriche, épouse du roi Louis XIV.

### Œuvres conservées dans les collections publiques
France
- Châlons-en-Champagne, musée des Beaux-Arts et d'Archéologie : Louis-François Lefèvre de Caumartin, 1668[24].
- Chantilly, musée Condé : Angelo Constantini dans le rôle de Mézetin, avant 1694.
- Orléans, musée des Beaux-Arts : Portrait de Louise Bénédicte de Bourbon, duchesse du Maine, 1694.
- Paris, Beaux-Arts de Paris : 
  - Étude pour un portrait de femme en Vénus, pierre noire et rehauts de craie blanche sur papier beige, H. 0,367 ; L. 0,264 m[25]. Feuille préparatoire à l'huile sur toile intitulée Portrait de femme en Vénus désarmant l'amour, le dessinateur y fixe l'attitude générale du personnage ainsi que sa gestuelle. Datée des années 1698-1700, il appartient à la deuxième période stylistique de François de Troy, durant laquelle il abandonna progressivement les "trois crayons" pour privilégier la seule technique de la pierre noire[26].
  - Étude pour un portrait d'homme à mi-corps avec reprise d'une main, pierre noire et rehauts de craie blanche sur papier bleu, H. 0,263 ; 0,229 m[27]. Portrait dont le modèle n'a pas été identifié, le jeune homme est à mi-corps et de trois quarts. Il porte une perruque et un justaucorps à peine esquissé. Sa posture est élégante, il semble s'appuyer sur un accessoire que De Troy n'a pas représenté. La main gauche fait l'objet d'une reprise afin d'en préciser le mouvement[28].
  - Étude de deux mains pour le portrait de Jules Hardouin-Mansart, pierre noire et rehauts de craie blanche sur papier beige, H. 0,255 ; L. 0,423 m[29]. Les mains, par leur gestuelle expressive, constituent un des enjeux majeurs du portrait d'apparat. Dans cette feuille, elles sont particulièrements animées, notamment les deux index levés, qui semblent accompagner le propos adressé à un interlocuteur qu'on cherche à convaincre[30].
- Quimper, musée des Beaux-Arts : Portrait d’un seigneur accompagné d’un page noir, huile sur toile, vers 1725
- Rouen, musée des Beaux-Arts : Portrait d'Anne-Marie de Bosmelet, duchesse de la Force, 1714[31].
- Sceaux, musée de l'Île-de-France : Portrait de la comtesse de Brionne, 1697.
- Toulon, musée d'Art de Toulon : Portrait d'homme jouant avec un chien.
- Versailles, château de Versailles : Jules-Hardouin-Mansart[32].

Royaume-Uni
- Edimbourg, Galerie nationale d'Écosse : Prince James Francis Edward Stewart, 1701, huile sur toile, 76 × 64 cm[33].

Œuvres de François de Troy
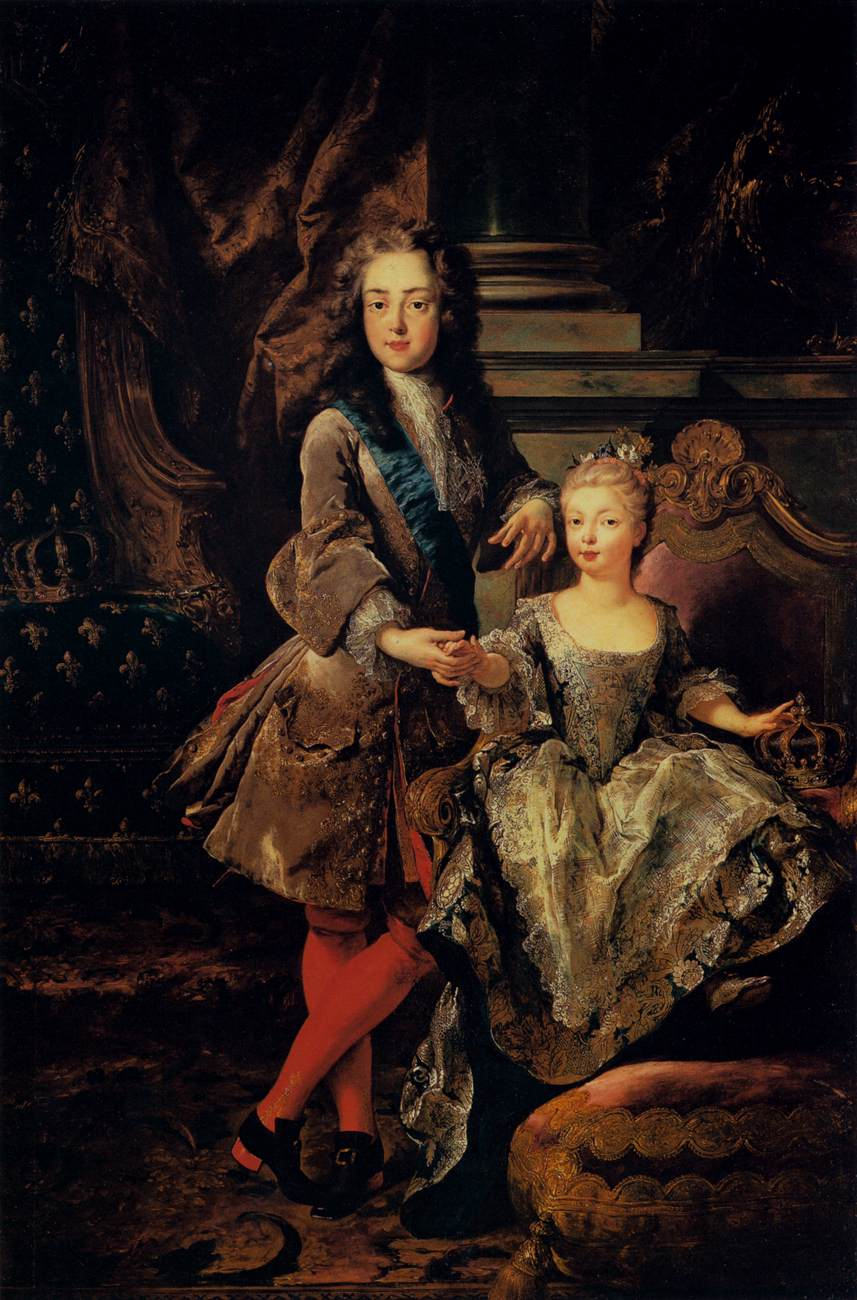
Louis XV avec Marie-Anne-Victoire d'Espagne (1723), Florence, palais Pitti.
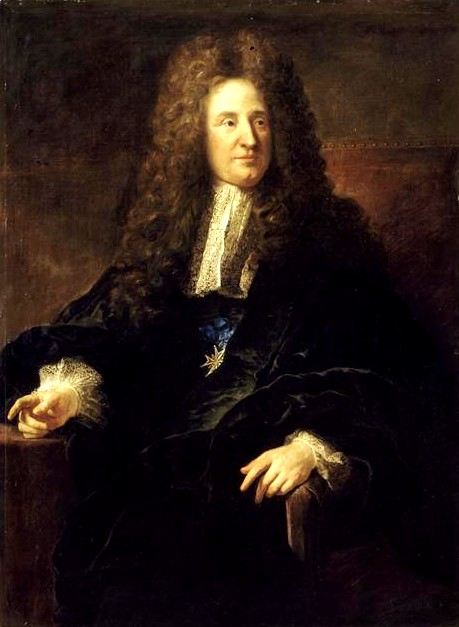
Portrait de Jules Hardouin-Mansart (1699), château de Versailles.
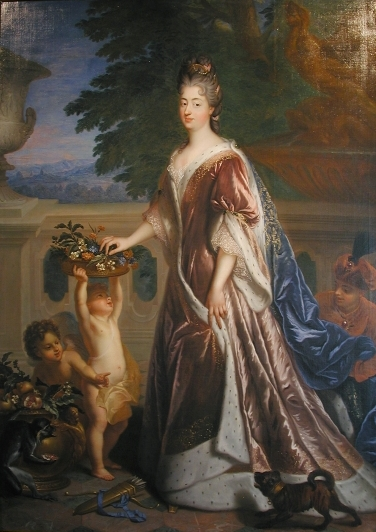
Madame du Maine (vers 1700), musée des Beaux-Arts d'Orléans.
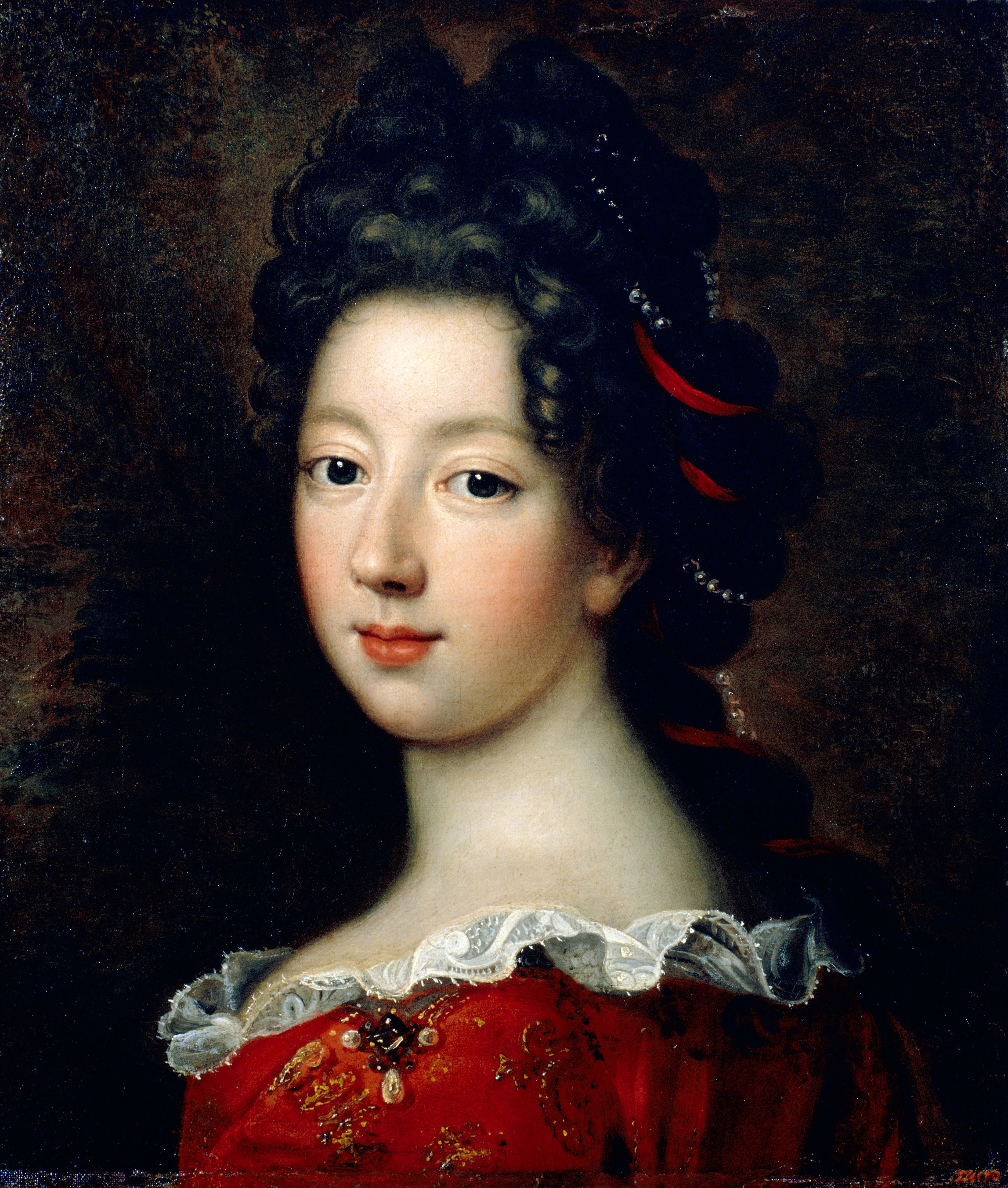
Louise-Françoise de Bourbon, Mademoiselle de Nantes, Barcelone, musée national d'Art de Catalogne.